# Guillaume François Rouelle
Guillaume- François Rouelle  (Mathieu, Francia, 15 de septiembre de 1703-París, 3 de agosto de 1770), también conocido como Rouelle el Viejo, fue un químico francés y uno de los fundadores de la química en Francia, además de haber sido profesor de grandes personajes como Lavoisier y Diderot. 
Dentro de sus trabajos expresó la formación de las sales, a partir de la acción de los ácidos sobre óxidos metálicos o álcalis, propone una clasificación metódica de las sales. En 1754 introdujo la palabra base en química. Determinó la densidad de los principales ácidos y estudió el ácido sulfhídrico.

## Biografía
Nació en la ciudad francesa de Mathieu a unos 202 km de París, en el seno de una familia de agricultores. Rouelle comenzó sus estudios en la Escuela “du Bois”  continuándolos  en la Universidad de Caen, donde dedicó gran tiempo al estudio de la botánica, este hecho lo llevó a optar por el estudio de la medicina, el cual lo familiarizó con la química y en 1725 se titula de farmacéutico. Rouelle obtuvo su reputación gracias a un curso privado que daba en la Plaza Maubert, antes de ser nombrado profesor en el Jardín del Rey. Ya siendo profesor de ese establecimiento, trabajó con el farmacéutico alemán Johann Gottlob Spitzley (1690–1750), quien sucedió a su compatriota Lemery durante siete años siguiendo los cursos de química y botánica que se impartían en el Jardín del Rey, conociendo a Antoine y Bernard De Jussieu tutores de esta última disciplina.
Establecido ya en París en 1738 como boticario, Rouelle comenzó a dar cursos de química en su laboratorio, sus lecciones se dividían en capítulos destinados a cubrir los reinos animal, vegetal y mineral, por los cuales fue adquiriendo un gran prestigio. En 1742 fue nombrado “demostrador” y más tarde profesor de química en el Jardín del Rey, al cual asistieron grandes miembros de la élite intelectual tales como Diderot, Lavoisier y Parmentier, Rousseau, Macquer, Mercier, en pocas palabras, una nueva generación que acepta los trabajos académicos realizados en la química de las sales como evidentes, puramente empíricos y sin gran importancia conceptual, y que descubre un mundo nuevo por mediación de Rouelle. Su personalidad despistada y excéntrica junto a sus ideas atrevidas y su entusiasmo por la química era lo que atraía a sus oyentes.
Fue nombrado miembro de la Academia de Ciencias de París, recibió varios diplomas de distintas instituciones como el de la Academia de Estocolmo. Ya con el reconocimiento que tenía él en Francia le ofrecieron el puesto de farmacéutico de la plaza del rey pero él no aceptó debido a que debía residir en Versalle. Fue farmacéutico en el hotel “Dieu”.
El ministro de finanzas le encargó un procedimiento para analizar las monedas de oro y en los tiempos de guerra el Trabajos de investigación ministro encargado de esta,  le encomendó la tarea de fabricar y refinar el salitre.
Preocupado por los acontecimientos políticos y militares, durante La guerra de 1756 contra Inglaterra, propuso sistemas, probablemente imaginativos, para derrotar a la armada enemiga.
Trabajó múltiples veces con su hermano Hilaire Marin Rouelle, llamado Rouelle el joven (Mathieu, febrero de 1718- París abril de 1779) quien se destacó por conseguir aislar la urea en la orina, donde Guillaume resumió sus trabajos y los de su hermano en las Tablas de análisis químicos(1774). Fue un hombre de grandes cualidades Morales, mientras no tuviera que ver con la vida de los hombres que le resultaba indiferente.
Se casó con Anne Mondon, con la cual tuvieron 12 hijos. Rouelle muere en la ciudad de París el 3 de agosto de 1770 a la edad de 66 años.

## Trayectoria  científica
Rouelle definía la química como muchos otros científicos de la época sobre la base de la teoría del flogisto, apoyándose en los cuatro elementos de la antigüedad es decir la tierra, aire, agua y flogisto o fuego, aunque admitía la probabilidad de un quinto elemento el principio mercurial de Becher,  El flogisto o principio inflamable, descendiente directo del "azufre" de los alquimistas y más remoto del antiguo elemento "fuego" era una sustancia imponderable, misteriosa, que formaba parte de los cuerpos combustibles. Cuanto más flogisto tuviese un cuerpo, mejor combustible era. Los procesos de combustión suponían la pérdida del mismo en el aire. Lo que quedaba tras la combustión no tenía flogisto y, por tanto, no podía seguir ardiendo. El aire era indispensable para la combustión, pero con carácter de mero auxiliar mecánico.
Afirmaba la conservación de la materia y que los elementos eran inmutables. Explicaba las propiedades del aire, de los efectos que tenía sobre las sustancias, como afectaba en algunas reacciones diciendo que era necesario para que algo ardiera, aunque no sabía explicar como esto sucedía. Decía que el aire atmosférico no contenía cantidades de distintos cuerpos. También sostenía que el agua era un ingrediente presente en muchas sustancias.
Dentro de sus trabajos científicos mejoró algunos aparatos utilizados en el estudio de la química, no era un experimentador muy hábil y en variadas ocasiones sus demostraciones públicas acababan en medio de llamas y explosiones.
Guillaume François Rouelle publicó una importante memoria, “Sur les sales neutres” en 1744, la cual establece que una sal es el resultado de la acción de un ácido sobre un álcali, o sobre una “terre” (óxido), o sobre un metal, y propone una clasificación metódica de las sales diferenciándolas entre sales neutras, ácidas y básicas, fue el primer científico en dar la noción de una base como concepto en química en 1754. También dividió las sales según su forma cristalina y la facilidad para cristalizar. en 1745 Rouelle describe las variadas formas de cristalización de la sal común, él estaba muy interesado en la cristalografía. Examinó la cantidad de sal contenida en los vegetales.
En 1754 habla sobre el punto de saturación de una sal definiendo una sal neutra como la unión de un ácido con cualquier sustancia que sirve de base, y le da una forma concreta o sólida.
En 1747 Rouelle describe la inflamación de la trementina y de otros aceites esenciales con el ácido nítrico.
Desarrolló algunas ideas iniciales sobre la ley que gobierna las afinidades químicas.
Determinó las densidades de los ácidos minerales, planteó una teoría para la destilación, estudió los componentes químicos de las plantas, analizó aguas minerales y estableció que los egipcios usaban carbonato de sodio, ácido succínico y carbón para momificar.

## Publicaciones
La Biblioteca Nacional de Francia le atribuyó las siguientes publicaciones a Guillaume François Rouelle:
- Cours d'Expériences Chimiques: Les plantes, les animaux et les minéreaux sont l'object de ces expériences, 4º, c. 1759, 4 p.
- Expériences faites par MM. Rouelle et D'Arcet d'après celles de M. Sage sur la quantité d'or qu'on retire de la terre végétale, et les cendres des végétaux, 12º, s.l.e.a., 19 p.
- Exposé des principes et de vertus de l'eau d'une source découverte à Vaugirard, 4º, s.a., 8 p.
- Analyses chimiques des nouvelles eaux minérales, vitrioliques, ferrugineuse, découvertes à Passy, 12º, París, 1757, 133 p.